# Le Tapis volant (Vasnetsov)
Pour les articles homonymes, voir Le Tapis volant et Tapis volant (homonymie).
Le Tapis volant (en russe : Ковёр-самолёт, ou Ivan Tsarévitch sur un tapis volant ramenant l'Oiseau de feu) est un tableau du peintre russe Viktor Vasnetsov réalisé en 1880. Il fait partie de la collection du musée des Beaux-Arts de Nijni Novgorod.

## Description
Ce tableau est l'un des premiers réalisés par Vasnetsov sur base de sujets provenant de légendes et qui lui ont valu la reconnaissance du public russe et mondial. Ce tableau a été conçu par le peintre en même temps que le mécène Savva Mamontov. Ce dernier a demandé à Vasnetsov de réaliser un tableau pour le bureau du conseil d'administration d'une société qui s'occupait de la construction de chemins de fer. Le tableau devait exprimer le sentiment de victoire et de mouvement ainsi que la grandeur des traditions russes. Bien que le tableau ait été considéré comme un chef-d'œuvre, il n'a pas eu l'heur de plaire aux administrateurs de la société qui l'ont refusé en raison de son sujet trop fabuleux.

## Sujet
L'intrigue du tableau reprend l'histoire d'Ivan Tsarévitch, qui, dans un conte de fée russe, s'en va à la recherche de l'Oiseau de feu. Ce dernier a pris l'habitude de voler des pommes dans le jardin du tsar. Il revient en tapis-volant avec l'oiseau capturé. À côté de lui est posée une grande cage dans laquelle se trouve l'oiseau. Le tapis-volant lui a été donné par Baba Yaga, autre figure emblématique du conte russe. Sur son tapis multicolore, avec l'oiseau dans sa cage inondée de lumière dorée, l'image d'Ivan contraste au milieu du paysage morne qu'il survole. C'est l'aube et les brumes qui s'estompent pour un nouveau jour symbolisent la fin des errances d'Ivan.